# SC Drente in het seizoen 1967/68
Het seizoen 1967/1968 was het 12e jaar in het bestaan van de Klazienaveense betaaldvoetbalclub SC Drente. De club kwam uit in de Nederlandse Tweede divisie en eindigde daarin op de 18e plaats. Tevens deed de club mee aan het toernooi om de KNVB beker, hierin werd de club in de groepsfase uitgeschakeld.

## Wedstrijdstatistieken

### Tweede divisie
|       | AGOVV | Baronie | EDO   | Excelsior | Fortuna | Gooiland | De Graafschap | Heerenveen | Helmond Sport | Hermes DVS | Hilversum | Limburgia | NOAD  | PEC   | Roda JC | Veendam | Wageningen | ZFC   | Zwolsche Boys |
| ----- | ----- | ------- | ----- | --------- | ------- | -------- | ------------- | ---------- | ------------- | ---------- | --------- | --------- | ----- | ----- | ------- | ------- | ---------- | ----- | ------------- |
| Thuis | 0 – 1 | 1 – 1   | 2 – 2 | 0 – 0     | 1 – 1   | 1 – 0    | 1 – 2         | 3 – 4      | 4 – 1         | 1 – 2      | 4 – 0     | 1 – 1     | 4 – 0 | 1 – 1 | 2 – 0   | 1 – 2   | 2 – 1      | 1 – 0 | 3 – 0         |
| Uit   | 2 – 1 | 4 – 1   | 3 – 2 | 2 – 1     | 6 – 1   | 0 – 0    | 7 – 0         | 2 – 2      | 4 – 1         | 2 – 0      | 0 – 2     | 2 – 1     | 0 – 3 | 4 – 1 | 3 – 0   | 4 – 2   | 5 – 2      | 0 – 0 | 0 – 2         |

### KNVB beker
| Groepsfase                                            | SC Drente                            | 0 – 1 (0 – 1) | FC Twente             |
| 31 december 1967 Plaats: Klazienaveen Mr. Ovingstraat |                                      |               | 29' Kick van der Vall |
| Groepsfase                                            | De Graafschap                        | 3 – 1 (2 – 0) | SC Drente             |
| 25 februari 1968 Plaats: Doetinchem De Vijverberg     | Franz Möllers 23', –' Fred Jaski 40' |               | Gerrie de Jonge       |
| Groepsfase                                            | Heracles                             | 1 – 1 (1 – 0) | SC Drente             |
| 24 maart 1968 Plaats: Almelo Bornsestraat             | Hans Stapper 15'                     |               | 67' Bennie Kracht     |

## Statistieken SC Drente 1967/1968

### Eindstand SC Drente in de Nederlandse Tweede divisie 1967 / 1968
| Stand | Gespeeld | Gewonnen | Gelijk | Verloren | Punten | Doelpunten voor | Doelpunten tegen |
| ----- | -------- | -------- | ------ | -------- | ------ | --------------- | ---------------- |
| 18e   | 38       | 11       | 9      | 18       | 31     | 55              | 69               |

### Topscorers
| #      | Naam             | Goal |
| ------ | ---------------- | ---- |
| 1.     | Gerrie de Jonge  | 11   |
| 1.     | Jan Mink         | 11   |
| 3.     | Bennie Kracht    | 7    |
| 4.     | Tonny Roosken    | 6    |
| 5.     | Frens Doldersum  | 5    |
| 5.     | Luc Gerdes       | 5    |
| 7.     | Wout Bosman      | 4    |
| 8.     | Henk de Groote   | 3    |
| 9.     | Ab Groenewold    | 2    |
| 10.    | Willy Hoogenberg | 1    |
| Totaal | Totaal           | 55   |

| #      | Naam            | Goal |
| ------ | --------------- | ---- |
| 1.     | Gerrie de Jonge | 1    |
| 1.     | Bennie Kracht   | 1    |
| Totaal | Totaal          | 2    |

## Voetnoten
AGOVV · Baronie · SC Drente · EDO · Excelsior · Fortuna · Gooiland · De Graafschap · Heerenveen · Helmond Sport · Hermes DVS · Hilversum · Limburgia · NOAD · PEC · Roda JC · Veendam · Wageningen · ZFC · Zwolsche Boys